# Мир је наша нација
Мир је наша нација је грађанска предизборна опозициона коалиција у Црној Гори, формирана уочи парламентарних избора 2020. године.
На челу коалиције се налази Алекса Бечић, председник Демократске Црне Горе.

## Чланице коалиције
Коалиција је формирана 2. августа 2020. године од стране опозиционих политичких странака грађанске политичке оријентације.
Коалицију чине:
- Демократска Црна Гора
- Народна странка
- Демократска странка
- Покрет за преокрет
- Удружени синдикати Србије „Слога”
- Демократски савез (ДЕМОС)
- Грађански покрет Нова љевица
- Партија пензионера, инвалида и реституције (ППИР)
- Друштво за истраживање политике и политичке теорије

На челу коалиције је Алекса Бечић, председник Демократске Црне Горе, али се међу лидерима ове коалиције такође истиче Миодраг Лекић, председник Демократског савеза (ДЕМОС).

## Парламентарни избори 2020.

### Резултати
| Избори | # гласова | % од важећих | # посланика | Влада | Лидер           |
| ------ | --------- | ------------ | ----------- | ----- | --------------- |
| 2020.  | 51.297    | 12,54%       | 10 / 81     | власт | мр Алекса Бечић |

### Посланици
| Чланица | Чланица     | Идеологија                                    | Позиција    | Лидер                 | Број мандата |
| ------- | ----------- | --------------------------------------------- | ----------- | --------------------- | ------------ |
|         | Демократе   | Конзервативни либерализам Проевропеизам       | Центар      | Алекса Бечић          | 9 / 81       |
|         | ДЕМОС       | Либерални конзервативизам Проевропеизам       | Центар      | Миодраг Лекић         | 1 / 81       |
|         | Нова љевица | Социјална демократија Демократски социјализам | Леви центар | Саша Мијовић          | 0 / 81       |
|         | ПИР         | Социјална правда Реституција                  | Леви центар | Момир Јоксимовић      | 0 / 81       |
|         | Незав.      | Економски либерализам Проевропеизам           | Центар      | др Владимир Павићевић | 0 / 81       |